# زانوس
زانوس، روستایی است از توابع بخش کجور شهرستان نوشهر در استان مازندران ایران. مردم زانوس از قومیت طبری هستند و به زبان طبری به گویش کجوری صحبت می‌کنند. این روستا در دهستان زانوس‌رستاق قرار دارد و براساس سرشماری مرکز آمار ایران در سال ۱۳۹۷، جمعیت آن بیش از ۱۸۸۰ نفر (حدود ۲۷۰خانوار) بوده‌است. البته این جمعیت تقریباً در سال ۱۴۰۰ به بیش از ۱۹۰۰ نفر (حدود ۲۹۰ خانوار) رسیده. مسیر اصلی زانوس از تهران به سمت چالوس بعد از مرزن آباد منطقه کجور که تا دهکده زانوس ۴۰کیلومتر مسافت می‌باشد. از چالوس به تا دهکده تاریخی زانوس ۶۰کیلومتر می‌باشد. این منطقه دارای جنگل‌های سرسبز، انواع غار، آبشارهای صخره‌ای، چشمه‌های متعدد و دره زیبا است که اثر نقاشی آن توسط کمال‌الملک کشیده شده و در تالار اصلی کاخ گلستان به نمایش درآمده است. استاد کمال‌الملک در سفری که با ناصرالدین شاه به زانوس داشت نقاشی این اثر را از آثار بیادماندنی خود نام برد. 
زانوس دارای آب و هوایی خشک و معتدل و کوهستانی است و به علت ارتفاع آن از سطح دریا (۱۷۶۰ متر) از طبیعت سرسبزی برخوردار است. دهکده تاریخی و گردشگری زانوس همه ساله از نقاط ایران و بخصوص خارج از ایران شاهد حضور گردشگران می‌باشد.
علل بسیاری در رابطه با نام زانوس هست اما دقیقاً مشخص نیست اما احتمالات بر گرفته شده: ۱-زئوس پادشاه بزرگ یونانیان ۲-زانوس اسم شخص خاصی یا نام محل یا مکانی خاص بوده از گذشته دور ۳-تفکیک کلمه زان+اوس((وس))—که شاید معنای خاصی داشته باشد. که احتمال مورد سوم بیشتر می‌باشد و بیشتر به درخت و نوع آن مربوط می‌باشد-مثلا محل رویش راش یا چنار یا نوع تنوع درختی دیگر در منطقه. گردآوری بهنام پاشا زانوس
زانوس دارای یک رودخانه به نام زانوس رود است که از ارتفاعات زانوس سرچشمه می‌گیرد وبه پایین دست سرازیر می‌شود وبا پیوستن به رودهای کجور وایواز تشکیل زانوس رود را می‌دهد که در نقشهٔ جغرافیایی ایران نیز به همین نام معروف است.
زانوس دارای رودخانه است که از آب بسیار سرد و زلالی برخوردار است که زیست گاه ماهی قزل آلای خال قرمز Salmo Trutta Fario بومی است. از آنجا که این ماهی از ماهی‌های حمایت شده‌است صید آن ممنوع است
پاشاهای زانوس از قدیم از شخصیت‌های بزرگ منطقه بودند به همین خاطر زانوس یک روستای خان‌نشین بود. ازاین میان می‌توان از محمد قلی بک نام برد که در دربار ناصرالدین شاه جایگاه ویژه‌ای داشت واز طرف شاه قاجار به عنوان سر بلوک باشی منطقه منسوب گردید و یک بار هم ناصرالدین شاه را به زانوس دعوت کرد و شاه قاجار چند روزی در زانوس میهمان وی بود.
دهکده زیبای زانوس قطب گردشگری منطقه می باشد که با توجه به طبیعت بکر و منحصر بقردش در تمام فصل ها شاهد گردشگر از تمام نقاط کشور و بخصوص توریست های بین المللی می باشد. 
The beautiful village of Zanus is the tourist hub of the region, which, due to its pristine and unique nature, attracts tourists from all over the country, especially international tourists, in all seasons.
Compiled by: Behnam Pasha Zanus
به گفته منوچهر ستوده طایفه پاشا یکی از طوایف طبری منطقه کوهستانی نور بودند ولی تاریخ ورودشان به کجور نامشخص است و روستای زانوس محل زندگیشان بوده. آن‌ها از ثروتمندان روزگار خود بوده و قدیمیترین سندی که از تاریخ پاشا وجود دارد از جد بزرگشان  زمین‌های شهر نوشهر مازندران را در ماه رجب سال ۱۲۴۷ هجری قمری از سادات روستای علی‌آباد میر شهرستان نوشهر به مبلغ یک تومان به رایج پشیزی فتحعلی شاهی (دوران حکومت فتحعلی شاه قاجار) که فرزندان میرنظام علی‌آبادی المسکن (ساکن قریه الرم) خریداری کردند و امروزه دولت ایران بابت حق مالکیت این زمینها به خاندان پاشا مالیات می‌دهد.
طبق دانشنامه تبرستان و مازندران طایفه پاشا از طوایف قدیمی قوم طبری در منطقه کجور هستند.

## جمعیت
این روستا در دهستان زانوس‌رستاق قرار دارد و براساس سرشماری، جمعیت آن بیش ار ۱۹۰۰ نفر (بیش از ۲۹۰خانوار) بوده‌است. مردم زانوس از قومیت طبری هستند و به زبان طبری به گویش کجوری که به گویش مردم شهرستان نور و چالوس شباهت دارد صحبت می‌کنند.

## نگارخانه

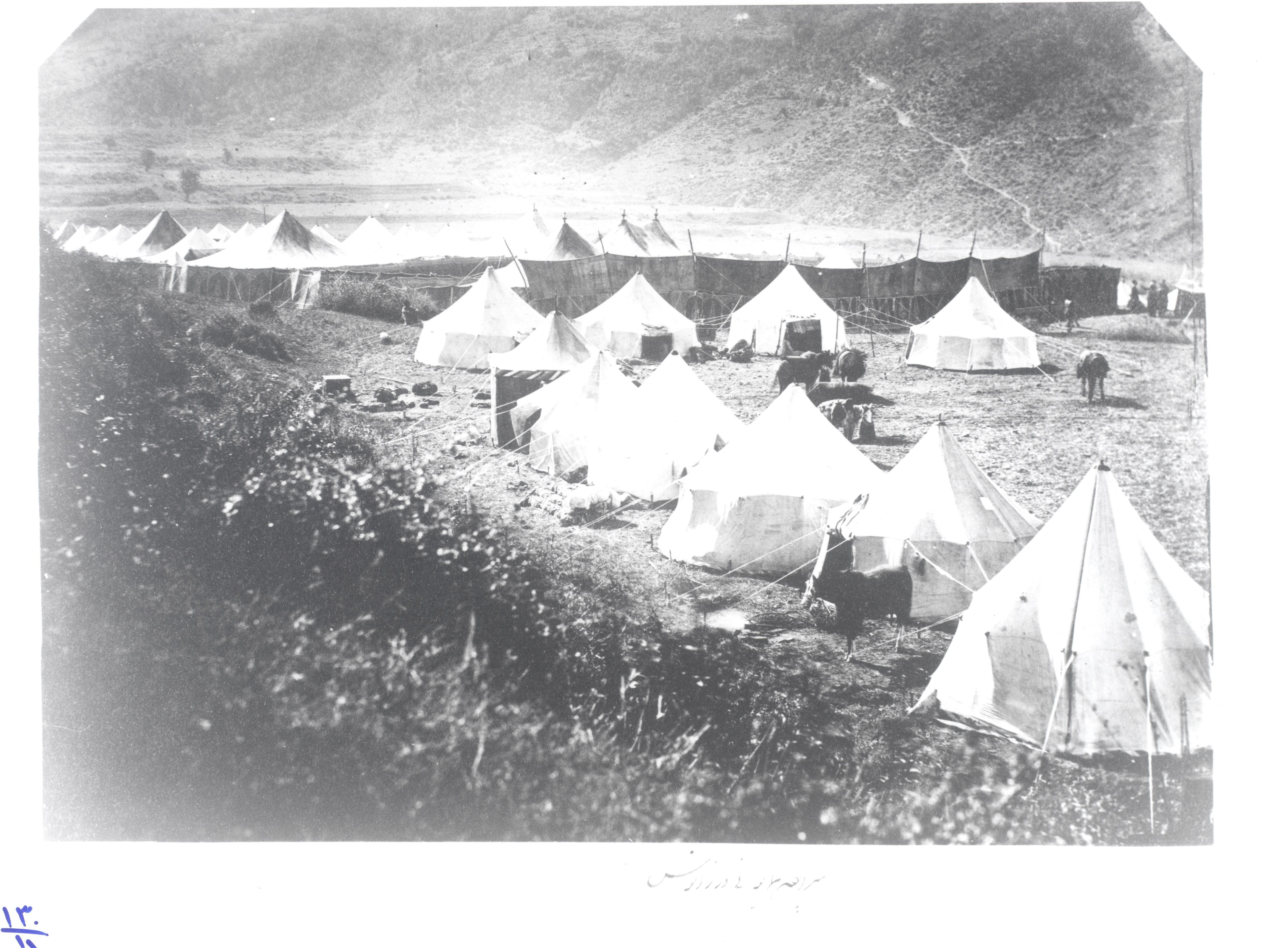
اردوی ناصری در زانوس به سال ۱۲۵۴ خ
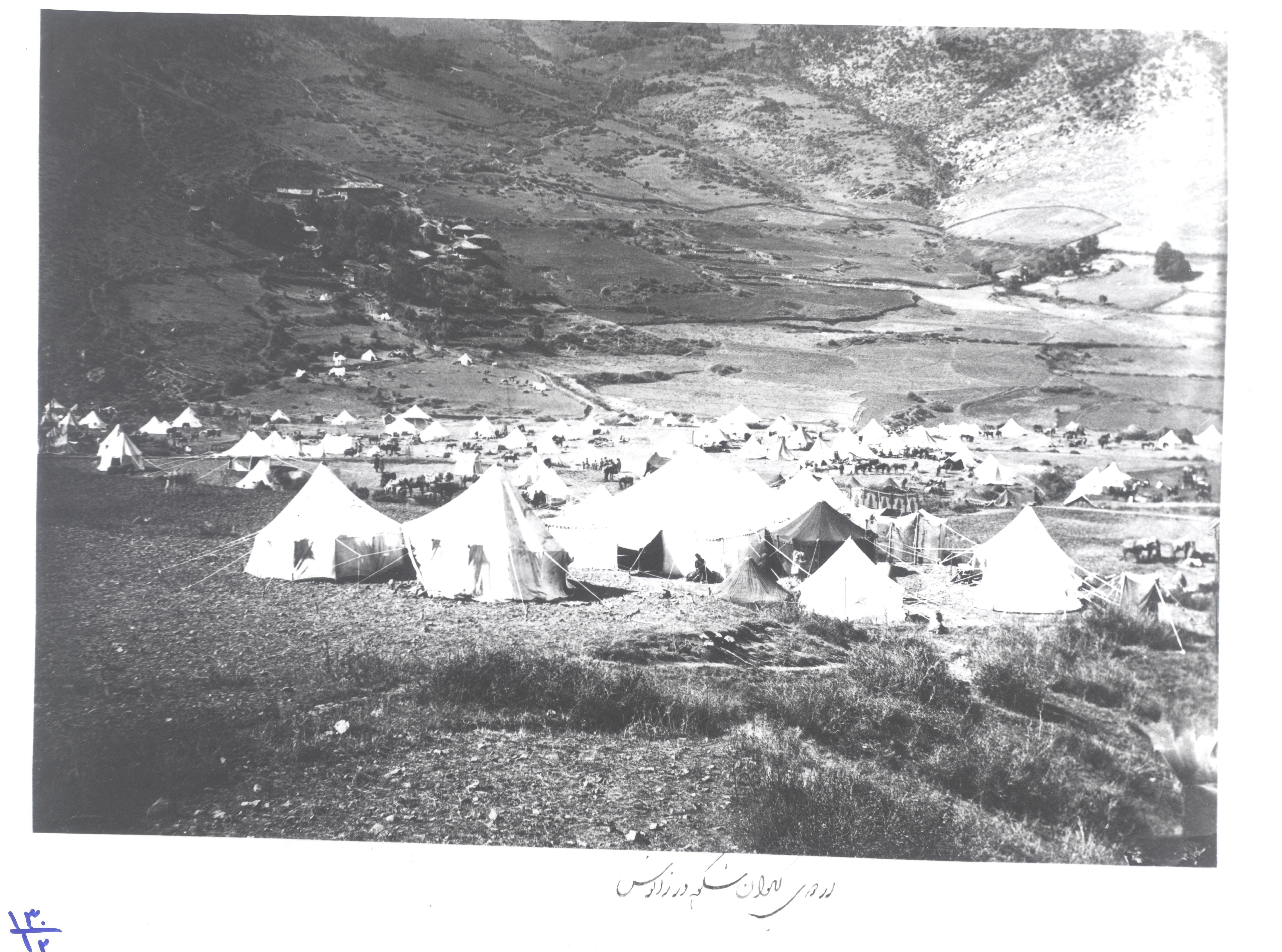
اردوی ناصری در زانوس به سال ۱۲۵۴ خ
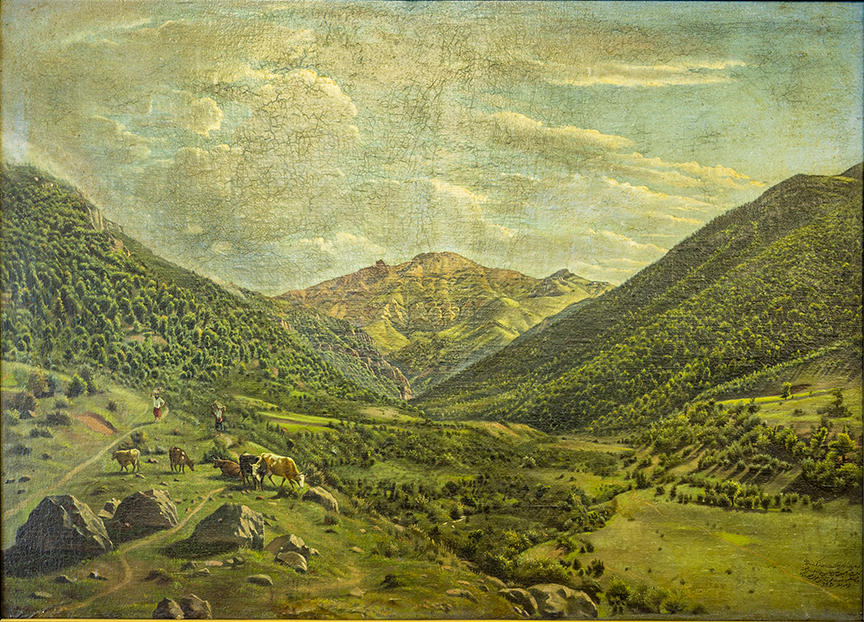
دورنمای دره زانوس اثر کمال‌الملک